# ワイオミングの戦い
ワイオミングの戦い（ワイオミングのたたかい、英: Battle of Wyoming）は、アメリカ独立戦争の1778年7月3日、ペンシルベニアのワイオミング・バレーで起きた愛国者軍と、ロイヤリストとイロコイ族連携部隊との戦闘である。300人を超える愛国者が殺された。
戦闘後、イロコイ族襲撃者達が逃げる愛国者を追い回して殺し、降伏した者30ないし40名に対しては儀式的な拷問を加えて死ぬまで苦しめたという噂を開拓者達が広めた。

## 背景
1777年、イギリス軍将軍ジョン・バーゴインが、ハドソン川流域の支配を巡って作戦を展開した。バーゴインはこの年10月に、サラトガの戦い後に降伏を強いられた。この報せを聞いたフランスはアメリカと同盟を結んで戦争に参戦した。以前のフレンチ・インディアン戦争でフランスはヌーベルフランスを失っており、イギリス軍はフランスがそこを取り返しにくるのではないかと心配し、ケベック植民地では防衛的姿勢で臨むことにした。実際には仏米同盟条約でそのような作戦を行うことを具体的に禁じていた。イギリス軍に徴兵されたロイヤリストと同盟インディアンは、13植民地の北部と西部境界付近でフロンティア戦争を続けた。
ロイヤリストのジョン・バトラー大佐はそのためにロイヤリストの1個連隊を立ち上げた。一方セネカ族の酋長サエンクラータとコーンプランターは主にセネカ族の戦士を集め、ジョセフ・ブラントは主にモホーク族の戦士を集めて、フロンティアの開拓者に対するゲリラ戦に備えた。1778年4月までに、セネカ族はアリゲイニー川やサスケハナ川沿いの集落を襲撃してきており、ブラント隊は5月にコーブルスキルを襲撃した。6月初めには、バトラー隊を含むそれらの集団がタイオガのインディアン集落で合流した。バトラーとセネカ族はワイオミング・バレーを攻撃し、ブラントとモホーク族はさらに北の集落に向かうこととした。
アメリカ側のジョージ・ワシントンやラファイエットなど軍事指導者達も、ケベックにいるイギリス軍をそこに留めておくための牽制として、イロコイ族を徴兵しようとしていた。しかし、その試みもあまり成功には繋がらなかった。イロコイ連邦を構成する6部族の中でオネイダ族とタスカローラ族のみがアメリカ側の同盟部族になった。

## 戦闘
イギリス軍は6月30日にワイオミング・バレーに到着した。その前の28日には防御の無い粉挽き場で働いていた3人を殺すことで、イギリス軍が近付いていることを開拓者に警告していた。翌日バトラー大佐はウィンタームートの砦にいる民兵に降伏を説得する使者を送った。降伏条件が合意され、砦を武器や物資ごと降伏した後に、砦の守備兵はこの戦争中に二度と武器を持って立ち向かわないという条件で釈放されることになった。7月3日、フォーティ砦の外に多数の守備兵が集まるのをイギリス兵が目撃した。ウィリアム・コールドウェルはジェンキンスの砦を破壊しており、アメリカ兵が1マイル (1.6 km) も離れていないときに、バトラーが待ち伏せを仕掛け、ウィンタームートの砦に火を掛けるよう指示した。アメリカ兵はこれが退却だと考えており、急速に前進した。バトラーはセネカ族戦士に、敵に見られないよう地面に伏せろと指示した。アメリカ兵がイギリス兵から100ヤード（90m) 以内に進んでくると、イギリス兵が3度発砲した。セネカ族戦士がその位置から飛び出し、一斉射撃を行い、至近距離からアメリカ兵を攻撃した。
目撃者に拠れば、接触が起こった後に激しい戦いが約45分間続いた。愛国者兵の戦列を立て直せという命令は、経験の足りない愛国者民兵が恐慌に陥ったときに、狂気のような潰走に変わった。これが戦闘の終わりとなり、生き残っている者に対するイロコイ族の狩りが始まった。アメリカ兵の60名のみが逃亡でき、捕まえられたのは5名に過ぎなかった。勝ちに誇ったロイヤリストとイロコイ族が不特定多数の捕虜と逃げる兵士を殺し、拷問を加えた。バトラーは、227名のアメリカ兵が頭皮を剥がれたと報告している。
デニソン大佐は翌朝フォーティ砦と他に2つの砦を残っている兵士と共に降伏した。アメリカ兵はこの戦争の残り期間に敵対しないという条件で釈放された。これらの兵士は危害を加えられなかった。デニソン大佐とその民兵は釈放条件を守らず、その年の内に武器を取り、後にイロコイ族集落に対する攻撃に参加した。
砦の降伏後、非戦闘員の大半は攻撃を免れ、危害を加えられたり、困らせられた住民はほとんどいなかった。バトラー大佐は「私が真実満足を覚えたのは、開拓地を破壊するときに、武器を取った者以外は誰も傷つけられず、武器を取った者に対してはインディアンが慈悲の心を示さないようにできた、ということである」と記した。あるアメリカ人農夫は「幸いなことにこれら獰猛な人々が、武器を取って反抗した者の死で満足したことであり、防御のない者、女性、子供はこれまでにも無かったような程度の人間性で待遇された」と記していた。
ある資料に拠れば、戦場で60名の遺体が見つかり、退却ルートで他に36名が遺体で見つかったとしている。遺体は全て共同墓地に埋葬された。

## 戦闘の後
ジョン・バトラーはこの戦闘に使えた1,000名の中で、ロイヤリストのレンジャー2人とインディアン1人が戦死し、8人のインディアンが負傷したと報告した。その部隊は227個の頭皮を剥ぎ、1,000戸の家を焼き、1,000頭の牛と多くの羊、豚を逃がしたとも主張している。60名の大陸軍兵と300名の民兵の中で、約60名のみが逃亡できた。イロコイ族は彼等が犯してはいない残虐行為で告発されたことに怒り、民兵が釈放後に武器を取り上げたことにも怒った。彼等はその年の後半に起きたチェリーバレーの虐殺で報復した。
ワイオミングで起きた捕虜の虐殺と残虐行為についての報告は、アメリカ大衆を激怒させた。その後トマス・ハートレー大佐がその大陸軍付加連隊と共に到着してバレーを守り、作物の収穫に努めた。これには、釈放条件を破って軍隊に復帰したデニソン大尉の部隊を含め、幾つかの民兵中隊が加わった。9月、ハートレートデニソンは、サスケハナ川の東支流を130名の兵士と共に遡り、タイオガまでのインディアン集落を破壊し、襲撃を受けて略奪されていた大量の物資を取り戻した。敵対的なインディアンと小競り合いがあり、ジョセフ・ブラントがユナディラで大勢の戦士を集めているということを知ると退却した。
1779年夏、ジョージ・ワシントン将軍が命じたサリバン遠征が40のイロコイ族集落を念入りに破壊し、アップステート・ニューヨーク全体で蓄えられていた大量のトウモロコシなど野菜を破棄した。サリバン遠征隊から受けた損害からイロコイ族が立ち直ることはなく、その冬に多くの者が飢えて死んだ。イロコイ族のイギリス軍との同盟は続き、戦争が終わるまで愛国者集落への襲撃を続けた。

## 遺産

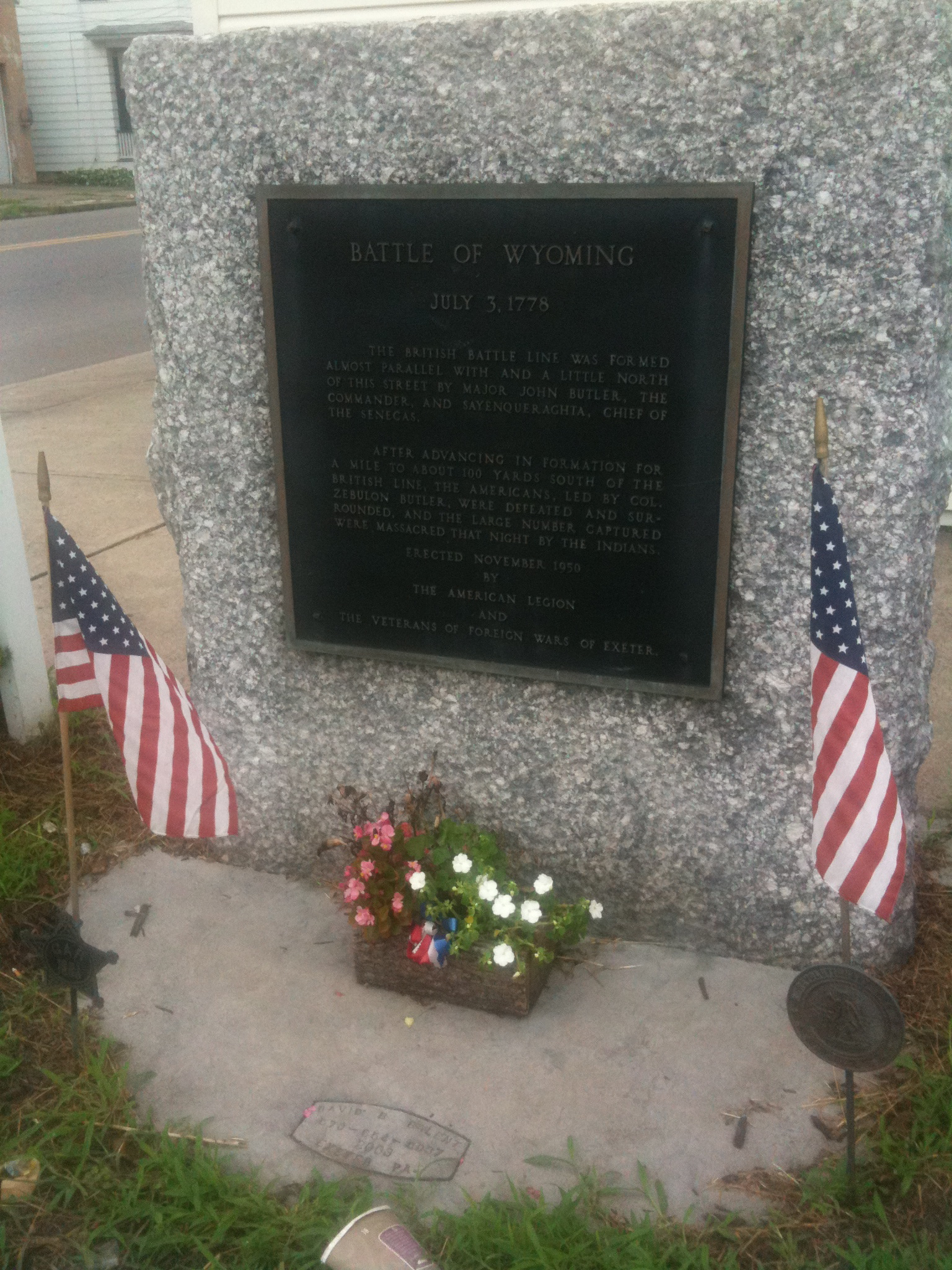
ワイオミングの戦いを記す歴史標識

この虐殺については、スコットランドの詩人トマス・キャンベルが1809年の詩『ワイオミングのガートルード』で叙述した。残虐行為があったので、キャンベルはその詩でジョセフ・ブラントのことを「怪物」と表現したが、後にブラントは現場に居なかったことが分かった。ブラントは攻撃があった日にオクァガに居た。
西海岸にあるワイオミング州は1890年に州昇格したとき、アメリカ合衆国議会からその名を与えられており、住民多くが当惑したとされている。
この戦闘は、地元の非営利団体ワイオミング記念協会によって毎年記念されており、戦闘に献げられた記念碑の敷地で儀式を行っている。ワイオミング記念碑は戦闘と虐殺の多くの犠牲者の骨が埋められている墓地にある。記念行事は戦闘と虐殺から100年経った1878年に始まった。このときの基調講演者はラザフォード・ヘイズ大統領だった。
そのときから毎年同じプログラムが続いている。戦闘で殺された愛国者178人の名前が記念碑に記され、また主戦闘の日あるいはその前に殺されたか捕虜になって死んだ約１ダースの民兵の名前も記されている。記念碑に記された死者の数178人と、頭皮を剥がれたとされる227人との違いは、多くの市民（200人程度）がバトラー大佐に降伏する代わりに逃亡する道を選び、戦闘後に「死の陰」と呼ばれる沼地で死んだとされていることで、説明できる可能性がある。

## 参加した部隊
戦闘参加:
- 正規兵中隊、デシー・ヒューイット大尉 † 指揮、40-44 名、15名のみが生き延びたとされる[19][20]
- ショーニー中隊、アサフ・ウィットルジー大尉 †指揮、フォーティ砦、44名
- ハノーバー中隊、ウィリアム・マッカーヘン大尉 †指揮、実指揮はラザラス・スチュワート大尉 †、ラザラス・スチュワート・ジュニア中尉 †、30-40 名
- ローワー・ウィルクス・バール中隊、ジェイムズ・ビッドラック・ジュニア大尉 †指揮、ウィルクス・バール、38 名
- アッパー・ウィルクス・バール中隊、レジン・ギア大尉 †指揮、ウィルクス・バール、30 名
- キングストン中隊、アホリアブ・バック大尉 †指揮、フォーティ砦、44名
- 約100名が徴兵されていなかったとされる[21]
- コネチカット民兵隊、エリジャ・シューメイカー中尉 †指揮、エイサ・スティーブンス中尉 †
- ペンシルベニア民兵隊、ダニエル・ゴア中尉（負傷、片腕切断）、サイラス・ゴア少尉 †
- ダンキー、ランサム、スポルディング各中隊の兵士[22]
  - 独立中隊別名ワイオミング・バレー中隊（ランサム中隊と統合）、ロバート・ダーキー大尉 †指揮、ジェイムズ・ウェルズ中尉 †、85名（ダーキーを含めず）、ワイオミングでは5名が戦死
  - 独立系ワイオミング・バレー中隊、サミュエル・ランサム大尉 †指揮、ペリン・ロス中尉 †、ティモシー・ピアース中尉、58名（ランサム、ピアースを含めず）、ワイオミングで4名戦死

- 以下の部隊は戦闘に参加しなかった
  - ランサムとダーキーの統合中隊、サイモン・スポルディング大尉指揮、92名、4名がワイオミングで戦死[23]
  - ピットソン中隊、ジェレマイア・ブランチャード大尉指揮、ピットソン砦、40名
  - ハンティントンとセイラムの中隊、ジョン・フランクリン大尉指揮、35名

## 関連図書
- Altsheler, Joseph A. (1911). The Scouts of the Valley: A Story of Wyoming and the Chemung. New York: D. Appleton
- Miner, Charles (1845). History of Wyoming. Philadelphia: J. Crissy